# Antikapitalism

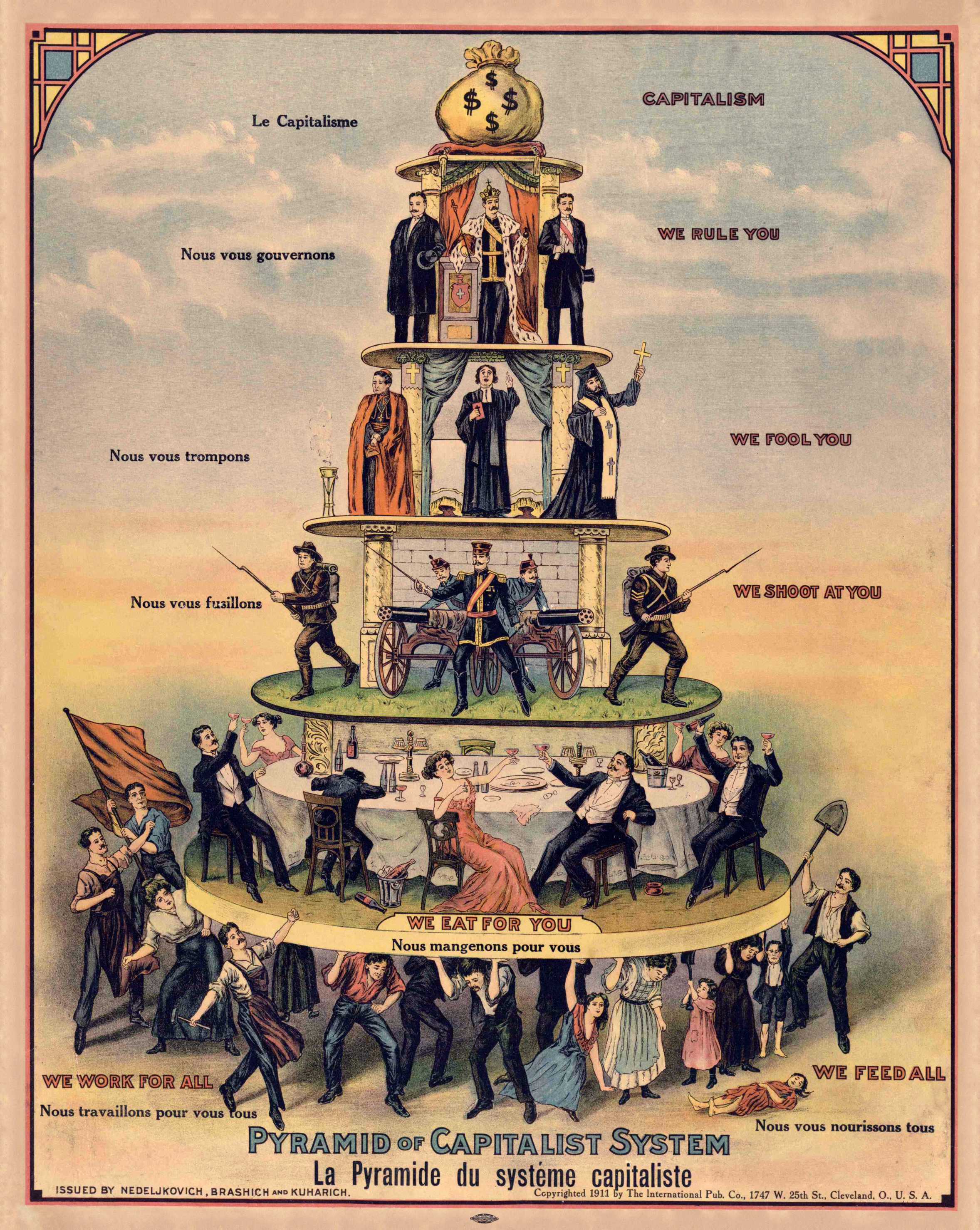
En satirisk teckning publicerad av tidningen The Industrial Worker 1911 som visar redaktionens syn på strukturen hos det kapitalistiska systemet. Se Kapitalistiska pyramiden.

Antikapitalism är en samlande benämning på alla ideologiska strömningar som motsätter sig kapitalism. Antikapitalism finns framför allt i rörelser som vuxit fram ur socialismen, såsom kommunism, syndikalism och anarkism. Även andra rörelser, inklusive fascismen i Italien och nazismen i Tyskland  kritiserade det kapitalistiska systemet. Även antirasismen och (radikal)feminismen beskrivs ibland som antikapitalistisk.

## Karl Marx
I Karl Marx bok Kapitalet, som ligger till grund för en modern ekonomikritisk syn på kapitalism, analyserar och kritiserar han kapitalismen systematiskt och in i detalj. Här skall endast en mycket kort skiss av kapitalismens många inneboende motsättningar beröras. 

### Kapitalets grundval: arbete
Inom socialism anges kapitalismens grundläggande motsättning som motsättningen mellan produktionsprocessens samhälleliga karaktär och kapitallogiken. För att kapitallogiken ska fortgå, måste arbete löpande utföras. Här konfronteras ekonomin med oupphörligt växande produktivkrafter något som blir ett problem. I takt med produktivkrafternas utveckling ökar den samhälleliga arbetsdelningen och stärks de ekonomiska förbindelserna mellan olika företag och produktionsgrenar och utvecklas produktionens koncentration. Till följd därav förvandlas näringslivet i de kapitalistiska länderna till en enda stor produktionsprocess, i vilken tusentals och miljoner människor förvärvsarbetar och ingår i ett växelverkande samspel. Men hela den mäktiga produktionsapparaten är kapitalisters privata egendom och utnyttjas för att ge kapitalisterna så stora profiter som möjligt, haken är att profiten enbart kan komma som minst delvis från mänskligt arbete.
Därför utvecklas det kapitalistiska näringslivet spontant och planlöst, och produktionsanarki är dess främsta kännetecken. Planering och automatisering vilket ter sig rationelt i sig, blir för kapitalismen helt irrationellt, då det är ett system som bygger på att hålla människorna i rörelse. Den kapitalistiska ekonomin utvecklas i hård konkurrens mellan olika kapitalister, mellan kapitalistgrupper inom landet och internationellt. För att kunna dra det längsta strået i denna kamp måste kapitalisterna utvidga produktionen, införa ny teknik och stegra utsugningen av arbetarna. I sin profitjakt utvidgar kapitalisterna sin produktion i oerhörd omfattning. En annan synpunkt är att profiten bör tillföras den som utför arbetet.
Samtidigt är köpkraften begränsad på grund av arbetskraftens alltid sinande värde; detta "löses" genom den betydande arbetslösheten gör det till och med möjligt att hålla löner som ligger under arbetskraftens värde. Folkmassornas konsumtion ligger ständigt efter produktionstillväxten. Denna motsättning är orsak till de klassiska ekonomiska överproduktionskriserna. Under krisår når denna grundläggande motsättning sin höjdpunkt. I och med kapitalismens fortsatta utveckling blir den grundläggande motsättningen allt skarpare. Marxismen hävdar att alla de borgerliga regeringarnas försök att med olika ekonomiska åtgärder avlägsna produktionsanarkin och undvika kriser är dömda att misslyckas, ty kapitalismens grundläggande motsättningar kommer trots dessa att bestå. Dessa motsättning kan inte lösas inom kapitalismens ram.

## Globala rättviserörelsen
Sedan slutet av 1980-talet har kapitalismen globaliserats, något den globala rättviserörelsen börjat utmana. Uppdelningen av världen i ett östblock och ett västblock gäller inte längre, men det finns fortfarande en ökande skillnad mellan fattiga och rika. Ryssland, Vietnam, Kambodja och Kina har återgått till kapitalismen, medan Kuba, Venezuela, Chiapasdistriktet i Mexiko och andra latinamerikanska länder fortsätter att utveckla socialismen både från marxistiska och andra utgångspunkter.

## Frihetlig socialism
Den frihetliga socialismens kritik mot kapitalismen sammanfaller delvis med marxismens, men omfattar också kritik av egendomsbegreppet ("Egendom är stöld!" proklamerade Proudhon) samt av kapitalismens "auktoritära, våldsamma och hierarkiska" struktur (se illustration ovan). Dessa kritiker menar att Cortez' plundring av Mellanamerika 1519–1521 under renässansen är tidpunkten för kapitalismens genombrott.[källa behövs] De anser också att slavhandeln till sydstaterna i Nordamerika och i vår tid barnarbetet i tredje världen varit en förutsättning för det kapitalistiska systemet. Kapitalismen är enligt dem också drivkraften bakom européernas kolonialism. Därtill anser samma kritiker att de bägge senaste världskrigen motiverades av en omfördelning av de kapitalistiska marknaderna.
Den frihetliga socialismen menar också att kapitalismen saboterar demokratin eftersom de avgörande besluten i samhället fattas i slutna styrelserum. Kapitalismens produktionsordning skall också ha utlöst en storskalig miljöförstöring med global uppvärmning som resultat. Frihetliga socialister ser därför som sin uppgift att beskriva och organisera ett samhällsskick som ska utgöra ett fungerande alternativ till både kapitalismen och andra auktoritära system. Begrepp som arbetarråd, direktdemokrati och självförvaltning ingår i diskussionerna om ett sådant samhällssystem.

## Individualanarkism
Individualanarkister anser att kapitalism är ett ekonomiskt system byggt med tvång. Dessa hävdar att individen nekas suveränitet i det kapitalistiska systemet och möjligheter till frivilligt deltagande genom äganderättens utformning och den stat som avser att skydda egendomförhållandena. Profit ses som ett ekonomiskt tvång då arbetaren inte får förfoga över sitt arbetes resultat, vilket strider mot tanken om individens suveränitet. Patent, privilegier, statligt finansierad infrastruktur anses hämma konkurrensen på marknaden och begränsa individers möjligheter till att verka frivilligt, vilket hindrar en rättvis fördelning av produktionen. Därmed anser de att kapitalism är en parasit som lever av arbetarens resultat.
Individualanarkister hävdar att enda möjligheten till maximal frihet och rättvis fördelning av produktionen är med mutualistisk ekonomi, med vilket menas att arbetaren ges möjlighet att äga sin kropp och vad som produceras av densamma.